# Trolejbusy w Salzburgu
Trolejbusy w Salzburgu – system transportu miejskiego w Salzburgu współistniejący obok autobusów miejskich i systemu S-Bahn. Salzburskie trolejbusy są, obok Linzu, jednym z dwóch tego typu systemów na terenie Austrii. Na system składa się 12 linii o łącznej długości 124 km. Rocznie z trolejbusów w Salzburgu korzysta ok. 41,5 mln pasażerów, a trolejbusy pokonują łącznie 5,3 mln km.

## Historia
Pierwsze trolejbusy na ulice Salzburga wyjechały 1 października 1940 r., zastępując zlikwidowany wówczas system tramwajowy. Jedna linia oznaczona literą M obsługiwała trasę Sigmundsplatz – Maxglan. Jeszcze w tym samym roku przedłużono trasę do dworca głównego, a także otwarto pierwszą zajezdnię przy Zaunergasse. Kolejne rozszerzenie sieci nastąpiło w 1942 r., od kiedy w Salzburgu kursowały dwie okrężne trasy trolejbusowe oznaczone M i L na trasie Maxglan ↔ Maxglan przez dworzec i centrum. Następne odcinki otwierano sukcesywnie w latach 1944, 1949, 1951 i 1956. Od tego czasu nastąpił zastój w rozwoju komunikacji trolejbusowej na terenie Salzburga, a po mieście niezmiennie kursowało 5 linii: A, D, F, L i M. W 1972 r. otwarto dwie kolejne linie. Zmieniono także oznaczenia linii z literowych na cyfrowe – od 1 do 7. W tym samym roku nastąpiła także zmiana operatora systemu z Salzburger Stadtwerke – Verkehrsbetriebe na Salzburger Verkehrsbetriebe (w skrócie SVB) .
W 2000 r. po raz kolejny zmianie uległ operator salzburskiej sieci trolejbusowej na spółkę Salzburger Lokalbahn, która wchodziła w skład Salzburg AG. Kolejny etap rozbudowy sieci trolejbusowej nastąpił w 2004 r., kiedy to przedłużono linię nr 1 do Salzburgareny. Następne powiększenia siatki połączeń miały miejsce w 2005 (linia nr 1) i 2006 r. (linie nr 2 i 4). W 2007 r. przedłużono kolejne linie trolejbusowe, a dzięki oddaniu kolejnych odcinków sieci trakcyjnej, trolejbusami zastąpiono linię autobusową nr 4A. Podobnie stało się dwa lata później z linią autobusową nr 20 (jako linia trolejbusowa nr 10). W tym samym roku przedłużono linie nr 3 i 5 do pętli Itzling Pflanzmann. Stopniowy wzrost znaczenia sieci trolejbusowej sprawił, że z czasem na systemie trolejbusów oparł się transport publiczny na terenie miasta, a autobusy stały się jedynie jego uzupełnieniem. 
W 2012 r. zaprzestano używania nazwy Salzburg AG na trolejbusach na Salzburger Lokalbahn, w skrócie SLB, a na trolejbusach pojawiło się oznaczenie ObusSLB. Po czterech latach w 2016 r. powrócono jednak do logo Salzburg AG i odtąd używane są dwa oznaczenia jednocześnie. Jest to jedno z nielicznych przedsiębiorstw w Europie, które eksploatuje trolejbusy, nie mając autobusów miejskich (te od 2005 r. obsługuje zewnętrzne przedsiębiorstwo Albus). W 2012 r. otwarto kolejny odcinek sieci na ulicy Strubergasse. Pozwoliło to na przedłużenie linii nr 10, a także uruchomienie linii 12. Ostatnie rozszerzenie sieci trolejbusowej miało miejsce w 2016 r., które objęło Siezenheimer Straße. Od 2018 r. znacznie zmodyfikowano trasy większości linii, jednak w oparciu o dotychczasową sieć trakcyjną w mieście.

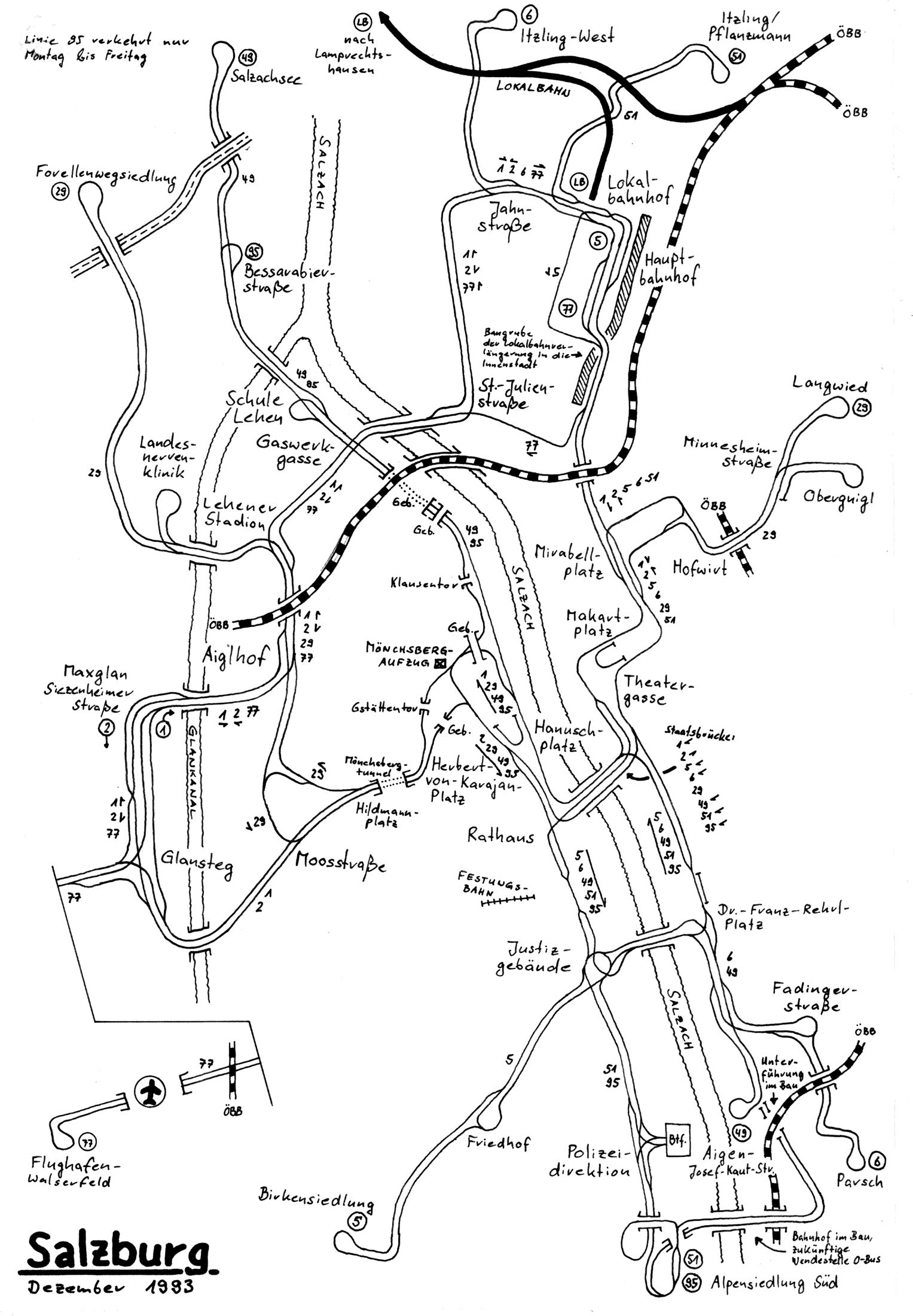
Plan linii trolejbusowych z 1993 r.
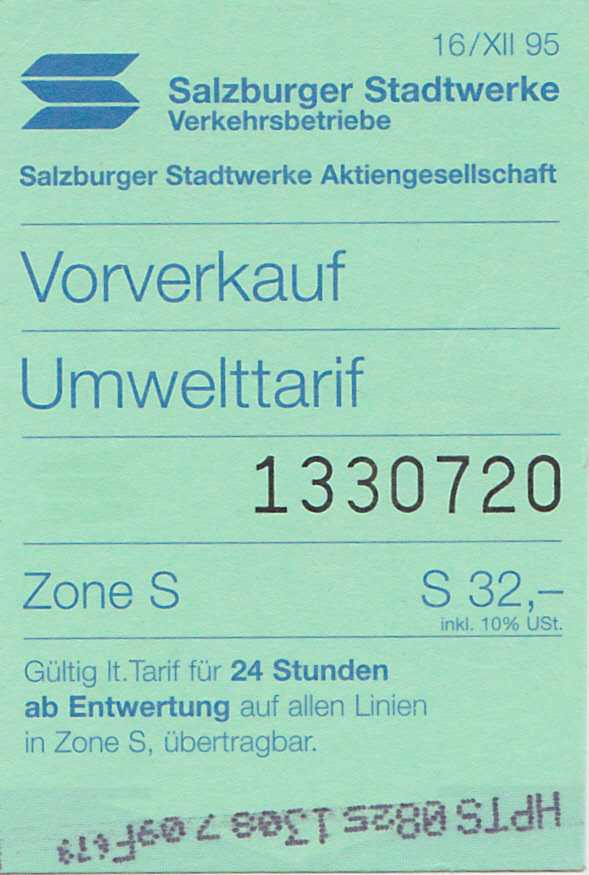
Bilet trolejbusowy 24-godzinny z 1997 r.
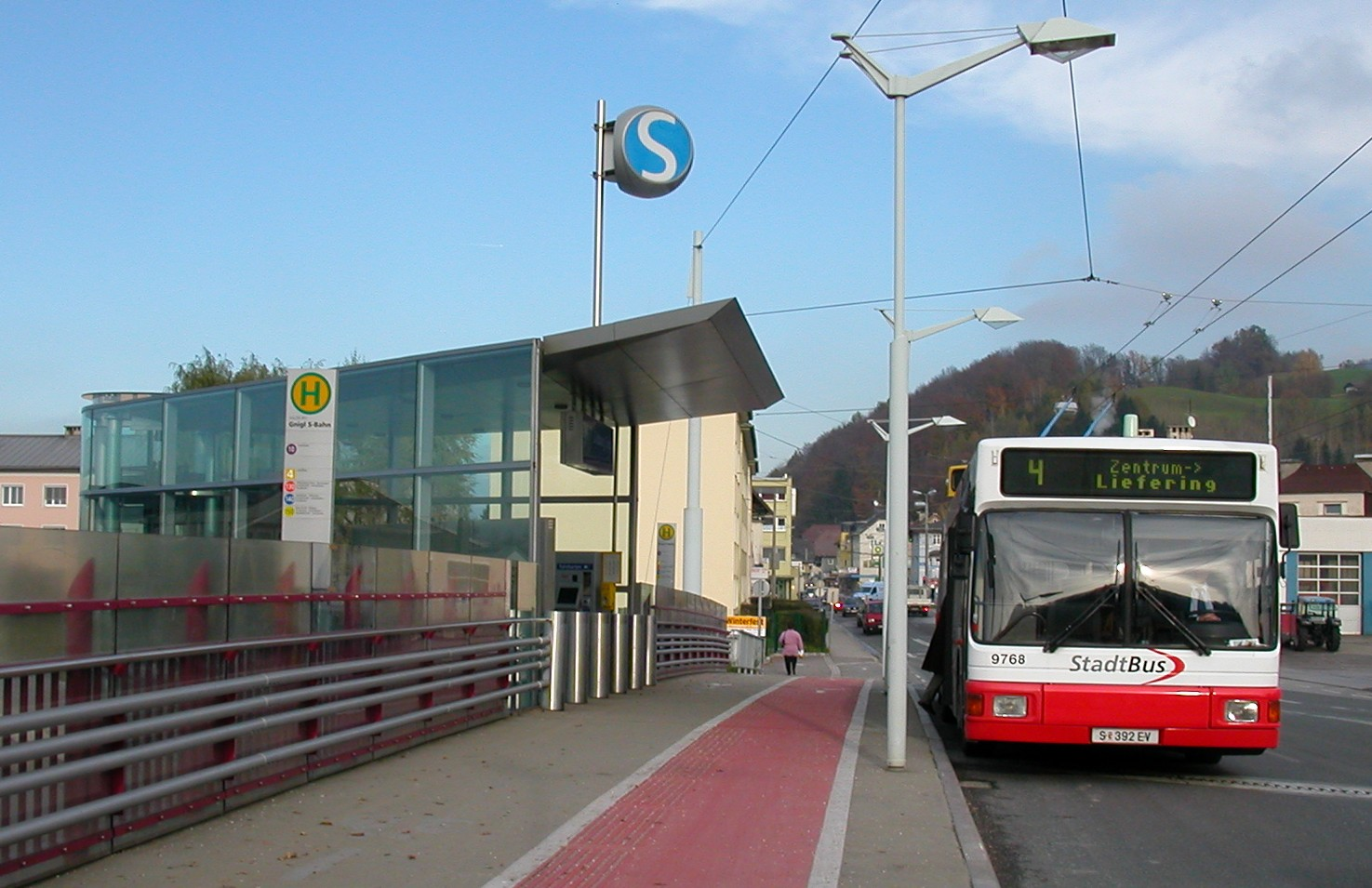
Przesiadka pomiędzy siecią trolejbusową a S-Bahn
Dawne logo StadtBus (2000–2012)
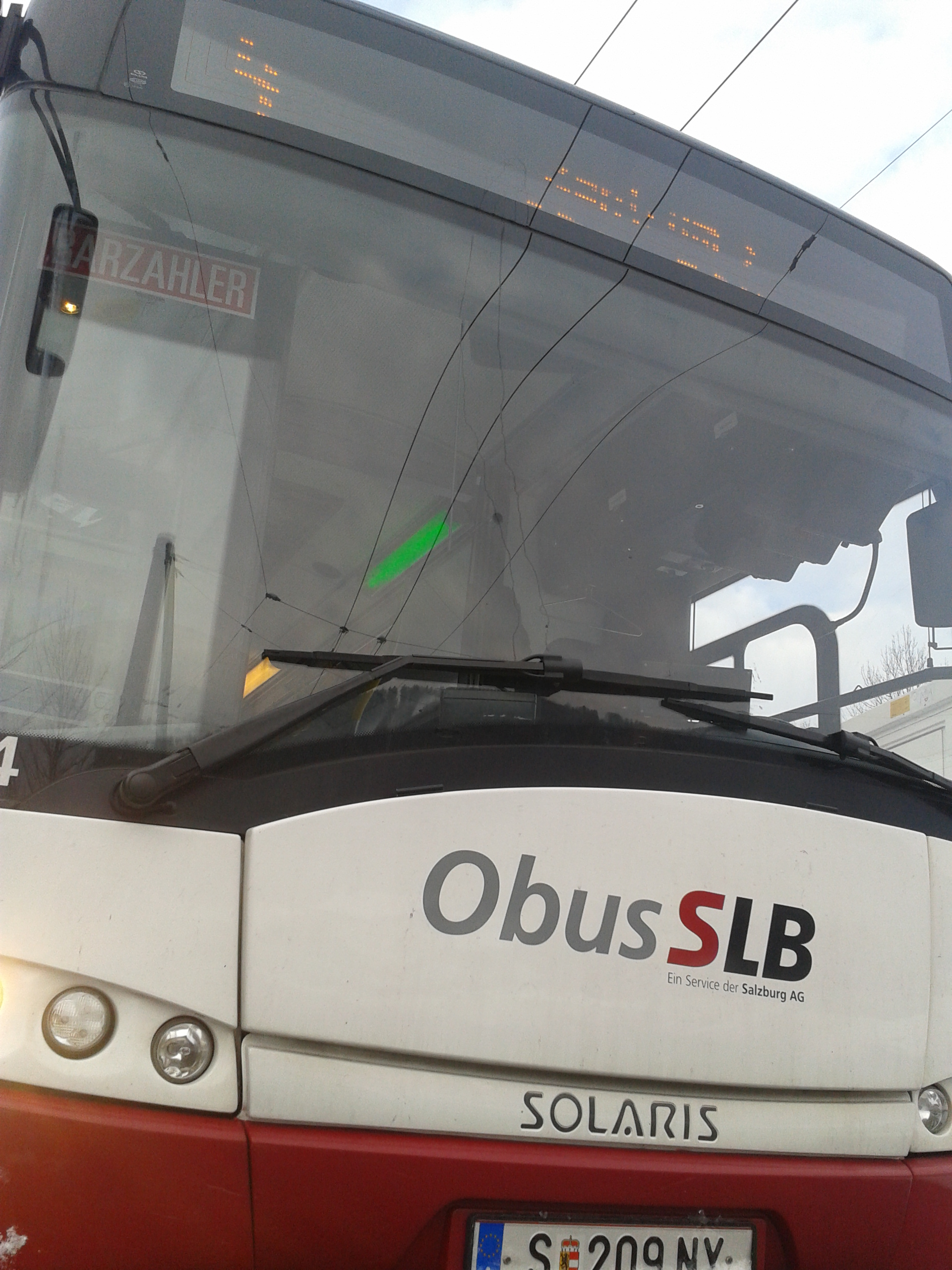
Logo ObusSLB na trolejbusie

## Linie
| Linia | Trasa                                                  |
| ----- | ------------------------------------------------------ |
| 1     | Kleßheim Kavalierhaus – Salzburgarena                  |
| 2     | Walserfeld Schule – Obergnigl                          |
| 3     | Salzburg Süd S-Bahn – Landstraße                       |
| 4     | Mayrwies Daxluegstraße – Forellenwegsiedlung           |
| 5     | Birkensiedlung – Salzburg Hbf                          |
| 6     | Parsch Ludwig Schmederer Platz – Itzling West          |
| 7     | Salzburg Süd S-Bahn – Salzachsee                       |
| 8     | Messe / Bessarabierstraße – Salzburg Süd               |
| 9     | Europark – Justizgebäude (– Kommunalfriedhof)          |
| 10    | Lankessiedlung – Himmelreich Outletcenter (Walserfeld) |
| 12    | Josefiau – Europark                                    |
| 14    | Polizeidirektion – Forellenwegsiedlung                 |

Źródło:

## Tabor
Aż do lat 90. w Salzburgu eksploatowano głównie wysokopodłogowe trolejbusy wyprodukowane przez przedsiębiorstwo Gräf & Stift, a także pojazdy marki MAN i Steyr. W latach 1994–1997 na ulice Salzburga wyjechały pierwsze niskopodłogowe trolejbusy produkowane przez konsorcjum Gräf & Stift – MAN typu NGT 204 M 16 oparte na autobusie przegubowym z serii MAN NG xx2. W 2000 r. rozpoczęły się dostawy nowoczesnych trolejbusów Van Hool AG 300 T. Łącznie do 2005 r. dostarczono 30 sztuk tego typu pojazdów. W latach 2009–2010 do Salzburga trafiło kolejnych 15 nowych trolejbusów, tym razem Solaris Trollino 18. W 2013 r. dokupiono kolejne 4 sztuki Trollino 18, tym razem jednak używane ze szwajcarskiego La Chaux-de-Fonds. W 2012 r. na ulice Salzburga wyjechały pierwsze trolejbusy Solaris Trollino 18 w wersji MetroStyle. Łącznie wyprodukowano 46 sztuk tego typu trolejbusów dla Salzburga. Jednym z nich był 1000. wyprodukowany Solaris Trollino .
| Typ                              | Liczba sztuk | Lata produkcji             |
| -------------------------------- | ------------ | -------------------------- |
| Steyr STS 11 HU                  | 1            | 1989                       |
| Gräf & Stift GE 110 M 16         | 1            | 1985                       |
| Gräf & Stift GE 112 M 16         | 1            | 1989                       |
| Gräf & Stift/MAN NGT 204 M 16    | 13           | 1994-1997                  |
| Van Hool AG300T                  | 32           | 2000-2005                  |
| Solaris Trollino 18AC II         | 4            | 2005 (od 2013 w Salzburgu) |
| Solaris Trollino 18 III          | 15           | 2009-2010                  |
| Solaris Trollino 18AC MetroStyle | 46           | 2012-2017                  |

Źródło:

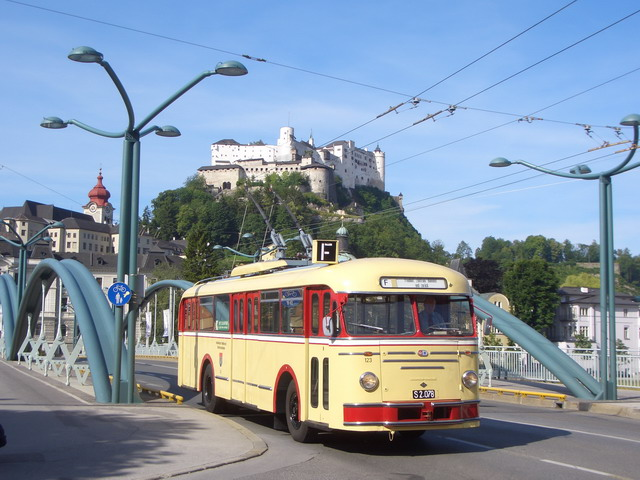
Zabytkowy trolejbus typu 123
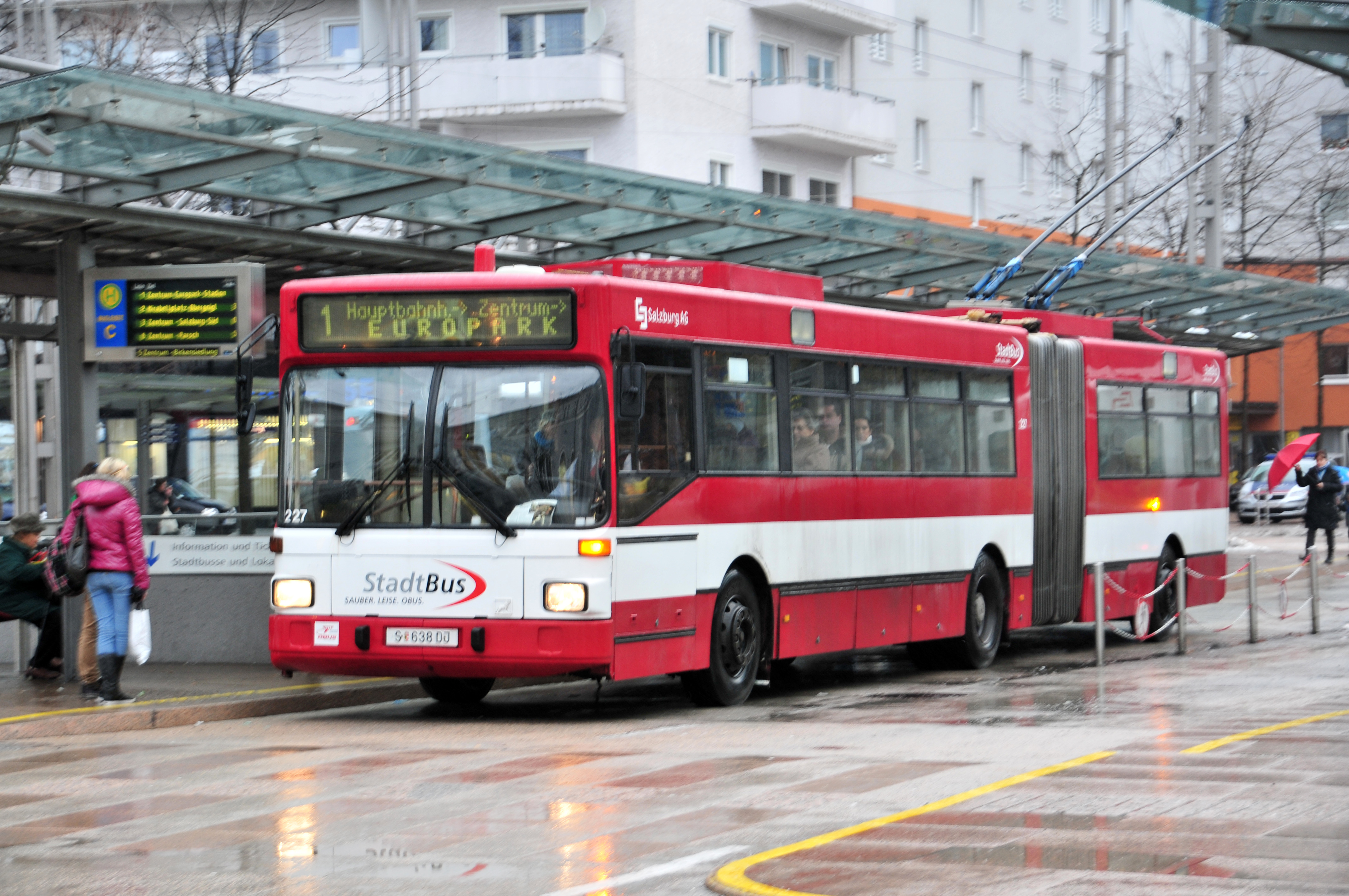
Gräf & Stift GE112 M16
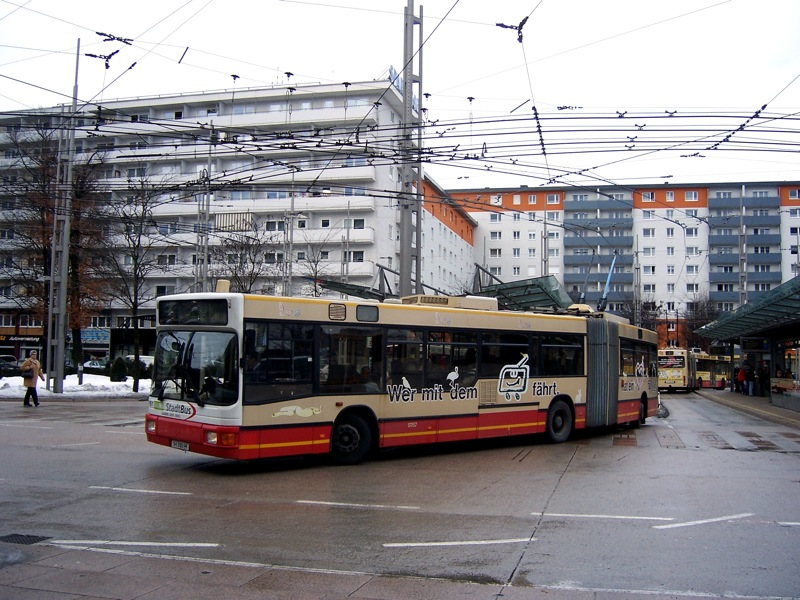
Gräf & Stift/MAN NGT 204 M 16
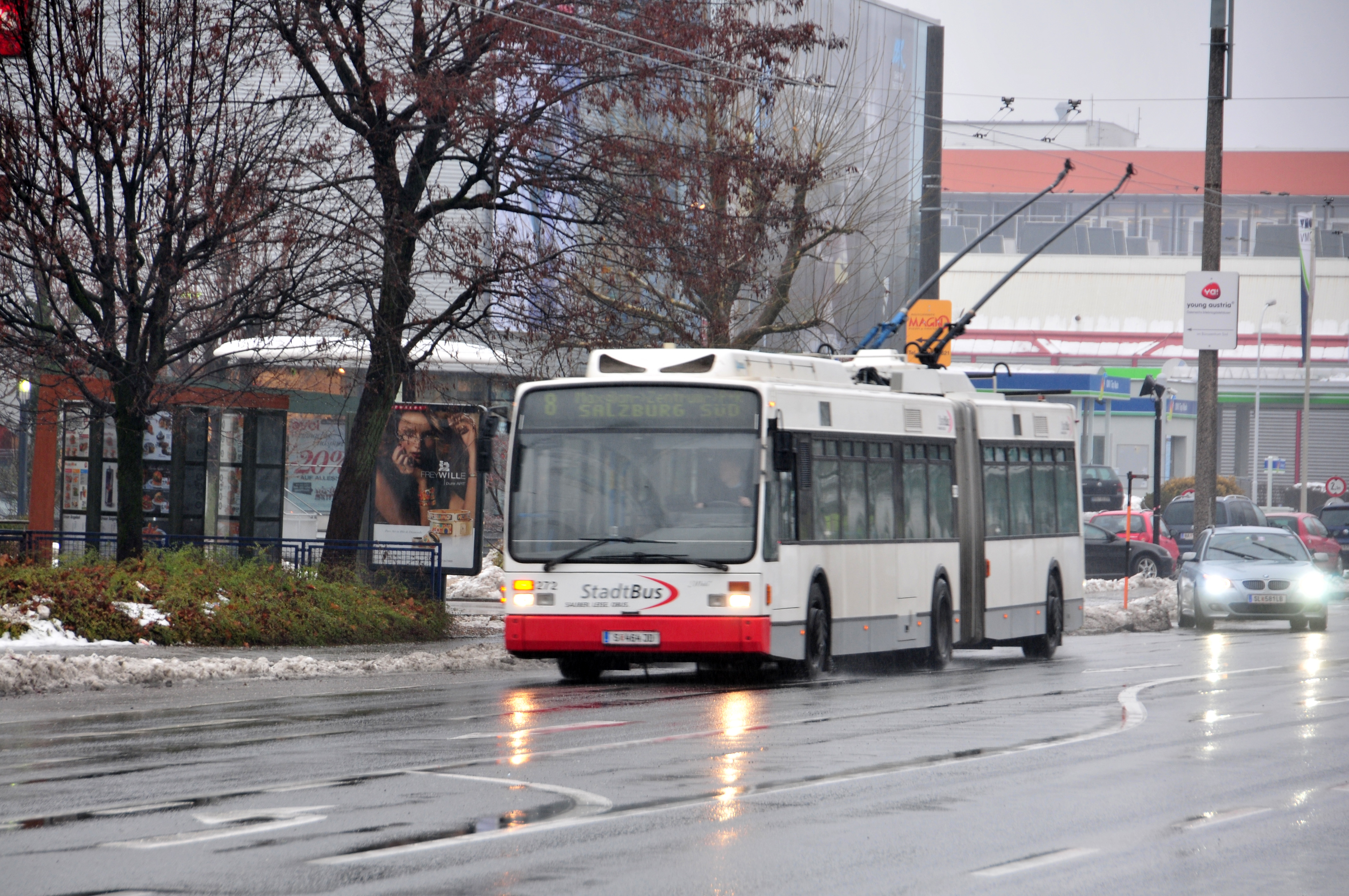
Van Hool AG300T
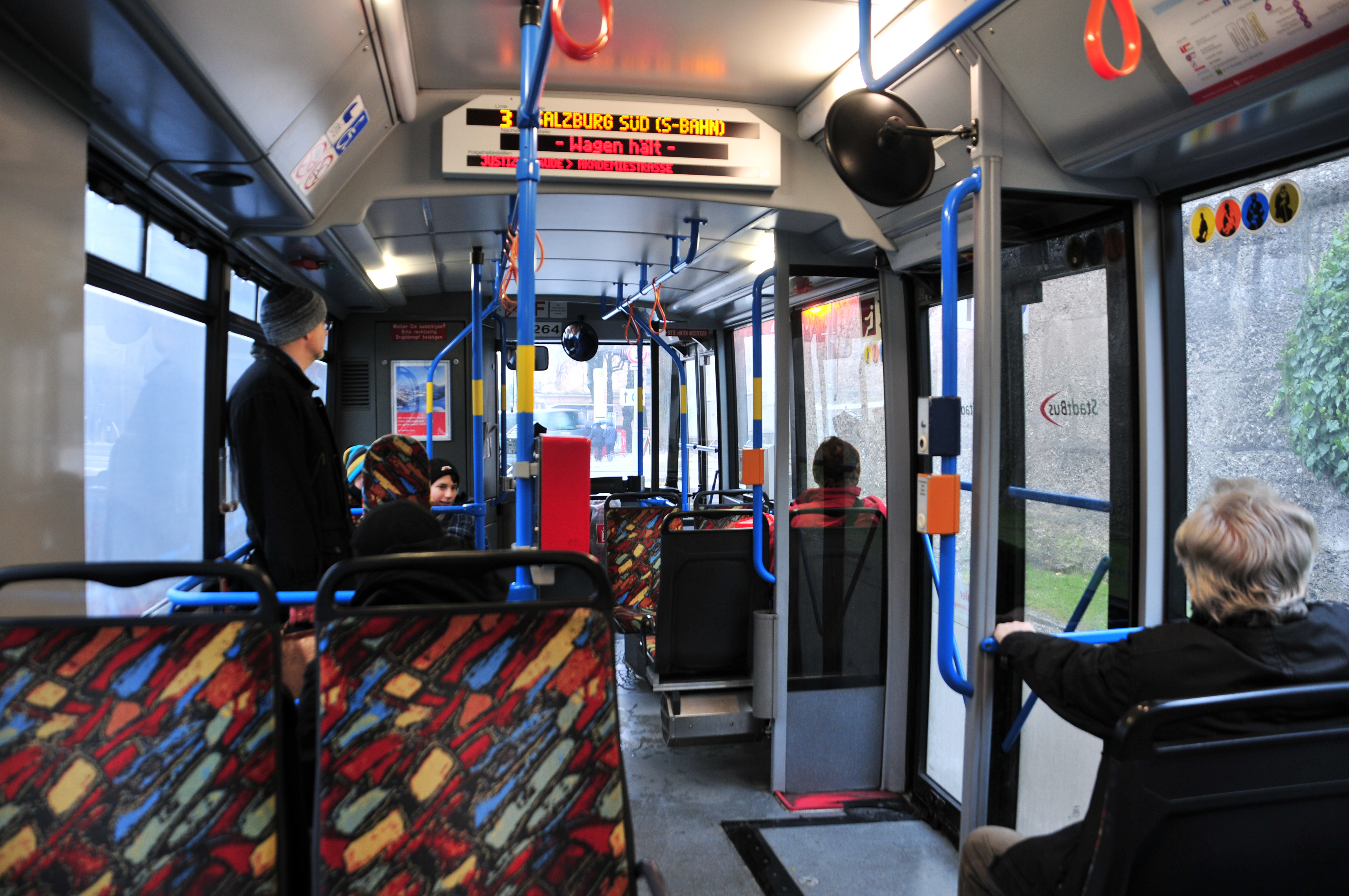
Wnętrze trolejbusu Van Hool
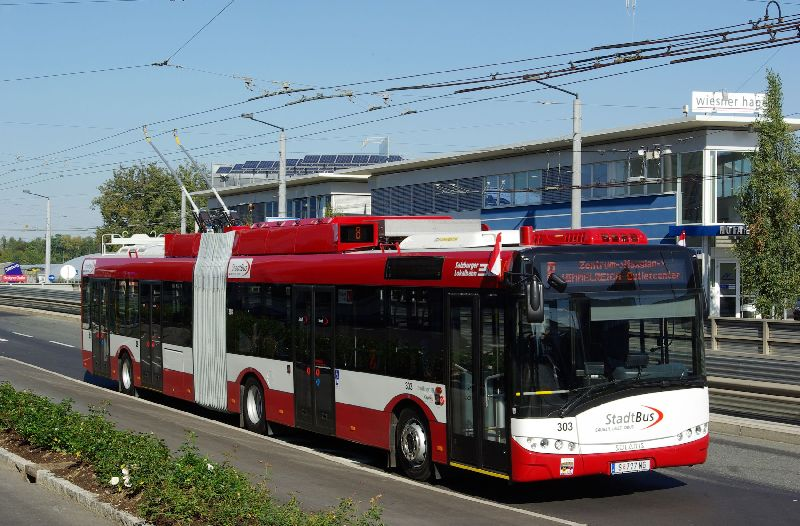
Solaris Trollino 18
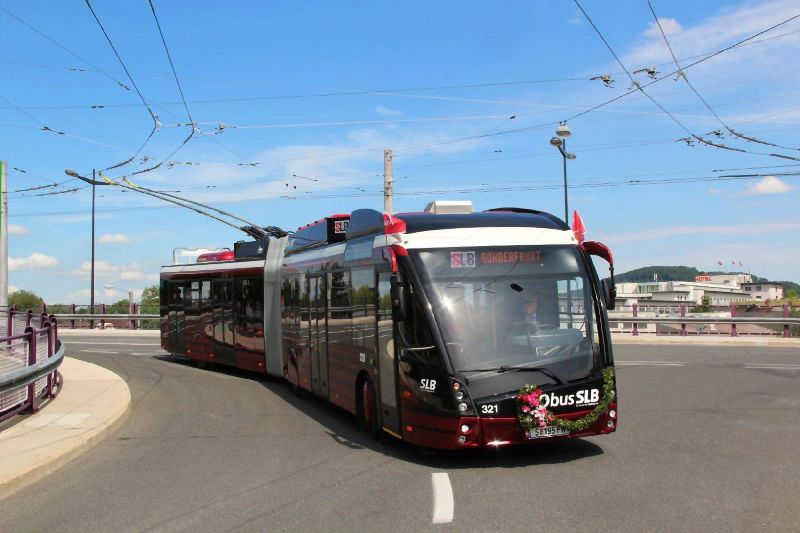
Solaris Trollino 18 MetroStyle